# Binsmühle
Binsmühle (fränkisch: Binsmühl) ist ein Gemeindeteil des Marktes Obernzenn im Landkreis Neustadt an der Aisch-Bad Windsheim (Mittelfranken, Bayern). Binsmühle liegt in der Gemarkung Unteraltenbernheim.

## Geografie
Die Einöde liegt am Kemmathbach, einem rechten Zufluss der Zenn, und am Wiesengraben, der dort von rechts in den Kemmathbach mündet. 0,5 km südlich des Ortes liegt das Waldgebiet Wolfsklinge. Die Kreisstraße AN 21/NEA 38 führt am Hörhof vorbei nach Sondernohe (1,7 km südwestlich) bzw. nach Unteraltenbernheim zur Staatsstraße 2413 (0,8 km nordöstlich).

## Geschichte
Der Ort wurde 1408 als „Bintzenmüln“ erstmals urkundlich erwähnt. Das Bestimmungswort des Ortsnamens ist die Binse.
Gegen Ende des 18. Jahrhunderts gehörte die Binsmühle zur Realgemeinde Unteraltenbernheim. Die Mühle hatte das Deutschordenskommende Virnsberg als Grundherrn. Die Binsmühle erhielt die Hausnummer 20 des Ortes Unteraltenbernheim.
Im Rahmen des Gemeindeedikts wurde Binsmühle dem 1808 gebildeten Steuerdistrikt Sondernohe und der 1811 gebildeten Ruralgemeinde Sondernohe zugeordnet. Mit dem Zweiten Gemeindeedikt (1818) wurde sie in die neu gebildete Ruralgemeinde Unteraltenbernheim umgemeindet. Am 1. Mai 1978 wurde Binsmühle im Zuge der Gebietsreform in Bayern nach Obernzenn eingemeindet.

## Einwohnerentwicklung
| Jahr      | 001818 | 001840 | 001861 | 001871 | 001885 | 001900 | 001925 | 001950 | 001961 | 001970 | 001987 |
| Einwohner | 3      | 6      | 8      | 8      | 6      | *      | *      | *      | *      | 4      | 2      |
| Häuser    | 1      | 1      |        |        | 2      | *      | *      | *      | *      |        | 1      |
| Quelle    | [ 12 ] | [ 13 ] | [ 14 ] | [ 15 ] | [ 16 ] | [ 17 ] | [ 18 ] | [ 19 ] | [ 20 ] | [ 21 ] | [ 1 ]  |

## Religion
Der Ort ist evangelisch-lutherisch geprägt und bis heute nach St. Martin (Unteraltenbernheim) gepfarrt. Die Einwohner römisch-katholischer Konfession sind nach Mariä Himmelfahrt (Sondernohe) gepfarrt.